# Enrico di Meclemburgo-Stargard
Enrico di Meclemburgo-Stargard, detto il Magro (Schwerin, prima del 1412 – Stargard, tra il 26 maggio ed il 20 agosto 1466), detto Enrico il Vecchio per distinguerlo da Enrico IV di Meclemburgo-Schwerin, fu duca di Meclemburgo-Stargard dal 1417 fino alla sua morte.

## Biografia
Nacque prima del 1412 ed era il figlio minore del duca Ulrico I di Meclemburgo-Stargard e di sua moglie Margherita di Pomerania-Stettino. Ottenne la reggenza di Neubrandenburg inizialmente sotto la tutela della madre data la sua giovane età.
Nel 1436 ereditò la signoria di Werle il insieme con il cugino Giovanni III di Meclemburgo-Stargard e con il loro parente Enrico IV di Meclemburgo-Schwerin. Dopo la morte di Giovanni III, Enrico governò sull'intera area del ducato di Meclemburgo-Stargard.
Enrico venne considerato già dai contemporanei un governante bellicoso al punto che Thomas Kantzow lo descrisse come "un ladro stregato che è solito invadere la Marca (cfr. Brandeburgo) e l'intero paese in direzione di Stettino per rubare capi di bestiame al punto che il duca Gioacchino di Stettino si meraviglia di dove possa ospitare una così gran quantità di buoi e mucche".
Durante il regno di Enrico venne conclusa la pace di Wittstock che fissò in maniera permanente i confini a sud del ducato di Meclemburgo.

## Matrimonio e figli
Enrico si sposò tre volte. Le prime nozze furono celebrate con Jutta (m. 1427), figlia di Nicola V di Werle-Waren. In seconde nozze sposò Ingeborg, figlia del duca Bogislavo VIII di Pomerania ed in terze nozze sposò nel 1452 Margherita (1442-1512), figlia del duca Federico II di Brunswick-Lüneburg. Da queste unioni nacquero i seguenti figli:
- Ulrico II, erede
- Margherita (m. prima del 1451)
- Maddalena (m. 2 aprile 1532), sposò il duca Wartislavo X di Pomerania ed alla morte di questi si risposò col conte Burcardo V di Barby-Mühlingen
- Anna, monaca nell'abbazia di Ribnitz (m: 7 gennaio 1498)

## Ascendenza
|                                          |                                        |                                      | Genitori                                     |  |  | Nonni |  |  | Bisnonni                          |  |  | Trisnonni                        |  |
|                                          |                                        |                                      |                                              |  |  |       |  |  | Enrico II, signore di Meclemburgo |  |  | Enrico I, signore di Meclemburgo |  |
|                                          |                                        |                                      |                                              |  |  |       |  |  | Enrico II, signore di Meclemburgo |  |  | Enrico I, signore di Meclemburgo |  |
|                                          |                                        | Anastasia di Pomerania-Stettino      |                                              |  |  |       |  |  | Enrico II, signore di Meclemburgo |  |  |                                  |  |
| Giovanni I, duca di Meclemburgo-Stargard |                                        |                                      |                                              |  |  |       |  |  | Enrico II, signore di Meclemburgo |  |  |                                  |  |
|                                          |                                        | Anna di Sassonia-Wittenberg          | Alberto II, duca di Sassonia-Wittenberg      |  |  |       |  |  |                                   |  |  |                                  |  |
|                                          |                                        | Anna di Sassonia-Wittenberg          | Alberto II, duca di Sassonia-Wittenberg      |  |  |       |  |  |                                   |  |  |                                  |  |
|                                          |                                        | Anna di Sassonia-Wittenberg          | Agnese d'Asburgo                             |  |  |       |  |  |                                   |  |  |                                  |  |
| Ulrico I, duca di Meclemburgo-Stargard   |                                        | Anna di Sassonia-Wittenberg          |                                              |  |  |       |  |  |                                   |  |  |                                  |  |
|                                          |                                        | Ulrico I, conte di Lindow-Ruppin     | Günther, conte di Lindow-Ruppin              |  |  |       |  |  |                                   |  |  |                                  |  |
|                                          |                                        | Ulrico I, conte di Lindow-Ruppin     | Günther, conte di Lindow-Ruppin              |  |  |       |  |  |                                   |  |  |                                  |  |
|                                          |                                        | Ulrico I, conte di Lindow-Ruppin     | …                                            |  |  |       |  |  |                                   |  |  |                                  |  |
| Agnese di Lindow-Ruppin                  |                                        | Ulrico I, conte di Lindow-Ruppin     |                                              |  |  |       |  |  |                                   |  |  |                                  |  |
|                                          |                                        | Adelaide di Schladen                 | Meinher, conte di Schladen                   |  |  |       |  |  |                                   |  |  |                                  |  |
|                                          |                                        | Adelaide di Schladen                 | Meinher, conte di Schladen                   |  |  |       |  |  |                                   |  |  |                                  |  |
|                                          |                                        | Adelaide di Schladen                 | Adelaide di Werberg                          |  |  |       |  |  |                                   |  |  |                                  |  |
| Enrico, duca di Meclemburgo-Stargard     |                                        | Adelaide di Schladen                 |                                              |  |  |       |  |  |                                   |  |  |                                  |  |
|                                          | Barnim III, duca di Pomerania-Stettino | Ottone I, duca di Pomerania-Stettino |                                              |  |  |       |  |  |                                   |  |  |                                  |  |
|                                          | Barnim III, duca di Pomerania-Stettino | Ottone I, duca di Pomerania-Stettino |                                              |  |  |       |  |  |                                   |  |  |                                  |  |
|                                          | Barnim III, duca di Pomerania-Stettino | Elisabetta di Holstein-Plön          |                                              |  |  |       |  |  |                                   |  |  |                                  |  |
| Swantibor I, duca di Pomerania-Stettino  | Barnim III, duca di Pomerania-Stettino |                                      |                                              |  |  |       |  |  |                                   |  |  |                                  |  |
|                                          |                                        | Agnese di Brunswick-Grubenhagen      | Enrico II, duca di Brunswick-Grubenhagen     |  |  |       |  |  |                                   |  |  |                                  |  |
|                                          |                                        | Agnese di Brunswick-Grubenhagen      | Enrico II, duca di Brunswick-Grubenhagen     |  |  |       |  |  |                                   |  |  |                                  |  |
|                                          |                                        | Agnese di Brunswick-Grubenhagen      | Giuditta di Brandeburgo                      |  |  |       |  |  |                                   |  |  |                                  |  |
| Margherita di Pomerania-Stettino         |                                        | Agnese di Brunswick-Grubenhagen      |                                              |  |  |       |  |  |                                   |  |  |                                  |  |
|                                          |                                        | Alberto II, burgravio di Norimberga  | Federico IV, burgravio di Norimberga         |  |  |       |  |  |                                   |  |  |                                  |  |
|                                          |                                        | Alberto II, burgravio di Norimberga  | Federico IV, burgravio di Norimberga         |  |  |       |  |  |                                   |  |  |                                  |  |
|                                          |                                        | Alberto II, burgravio di Norimberga  | Margherita di Meißen                         |  |  |       |  |  |                                   |  |  |                                  |  |
| Anna di Norimberga                       |                                        | Alberto II, burgravio di Norimberga  |                                              |  |  |       |  |  |                                   |  |  |                                  |  |
|                                          |                                        | Sofia di Henneberg-Schleusingen      | Enrico VIII, conte di Henneberg-Schleusingen |  |  |       |  |  |                                   |  |  |                                  |  |
|                                          |                                        | Sofia di Henneberg-Schleusingen      | Enrico VIII, conte di Henneberg-Schleusingen |  |  |       |  |  |                                   |  |  |                                  |  |
|                                          |                                        | Sofia di Henneberg-Schleusingen      | Jutta di Brandeburgo                         |  |  |       |  |  |                                   |  |  |                                  |  |
|                                          |                                        | Sofia di Henneberg-Schleusingen      |                                              |  |  |       |  |  |                                   |  |  |                                  |  |